# Heliocheilus cistella
Heliocheilus cistella là một loài bướm đêm thuộc họ Noctuidae. Loài này có ở Bắc Úc, Queensland và Tây Úc.